# Edmund Donovan
Edmund Donovan, född 24 augusti 1990 i Wellesley, är en amerikansk skådespelare.
Sato har bland annat medverkat i TV-serien Tell Me Lies. Han har även medverkat i filmen Your Monster och Civil War.

## Filmografi (i urval)
- 2022 – Tell Me Lies (TV-serie)
- 2024 – Your Monster
- 2024 – Civil War
- 2025 – Echo Valley
- 2025 – Late Fame